# HTATIP
HTATIP, histonska acetiltransferaza KAT5, je enzim koji je kod čoveka kodiran  genom.
Protein kodiran ovim genom pripada MYST familiji histonskih acetil transferaza (HAT). On je bio originalno izolovan kao HIV-1 TAT-interaktivni protein. HAT proteini učestvuju u regulaciji hromatinskog remodelovanja, transkripciji i drugim nuklearnim procesima putem acetilacije histona i nehistonskih proteina. Ovaj protein je histonska acetilaza koja učestvuje u DNK popravci i apoptozi, i za nju se smatra da ima ulogu u prenosu signala. Alternativno splajsovanje ovog gena rezultuje u višestrukim transkriptnim varijantama.

## Interakcije
Za HTATIP je bilo pokazano da interaguje sa HDAC7A, , , , , , , androgenskim receptorom, endotelinskim receptorom tipa A i PLA2G4A.

## Literatura
- Doyon Y, Côté J (2004). „The highly conserved and multifunctional NuA4 HAT complex.”. Curr. Opin. Genet. Dev. 14 (2): 147—54. PMID 15196461. doi:10.1016/j.gde.2004.02.009.
- Sapountzi V, Logan IR, Robson CN (2006). „Cellular functions of TIP60.”. Int. J. Biochem. Cell Biol. 38 (9): 1496—509. PMID 16698308. doi:10.1016/j.biocel.2006.03.003.
- Maruyama K, Sugano S (1994). „Oligo-capping: a simple method to replace the cap structure of eukaryotic mRNAs with oligoribonucleotides.”. Gene. 138 (1-2): 171—4. PMID 8125298. doi:10.1016/0378-1119(94)90802-8.
- Suzuki Y; Yoshitomo-Nakagawa K; Maruyama K;  . (1997). „Construction and characterization of a full length-enriched and a 5'-end-enriched cDNA library.”. Gene. 200 (1-2): 149—56. PMID 9373149. doi:10.1016/S0378-1119(97)00411-3.
- Yamamoto T, Horikoshi M (1998). „Novel substrate specificity of the histone acetyltransferase activity of HIV-1-Tat interactive protein Tip60.”. J. Biol. Chem. 272 (49): 30595—8. PMID 9388189. doi:10.1074/jbc.272.49.30595.
- Kimura A, Horikoshi M (1999). „Tip60 acetylates six lysines of a specific class in core histones in vitro.”. Genes Cells. 3 (12): 789—800. PMID 10096020. doi:10.1046/j.1365-2443.1998.00229.x.
- Dechend R; Hirano F; Lehmann K;  . (1999). „The Bcl-3 oncoprotein acts as a bridging factor between NF-kappaB/Rel and nuclear co-regulators.”. Oncogene. 18 (22): 3316—23. PMID 10362352. doi:10.1038/sj.onc.1202717.
- Brady ME; Ozanne DM; Gaughan L;  . (1999). „Tip60 is a nuclear hormone receptor coactivator.”. J. Biol. Chem. 274 (25): 17599—604. PMID 10364196. doi:10.1074/jbc.274.25.17599.
- Creaven M; Hans F; Mutskov V;  . (1999). „Control of the histone-acetyltransferase activity of Tip60 by the HIV-1 transactivator protein, Tat.”. Biochemistry. 38 (27): 8826—30. PMID 10393559. doi:10.1021/bi9907274.
- Sliva D; Zhu YX; Tsai S;  . (1999). „Tip60 interacts with human interleukin-9 receptor alpha-chain.”. Biochem. Biophys. Res. Commun. 263 (1): 149—55. PMID 10486269. doi:10.1006/bbrc.1999.1083.
- Gavaravarapu S, Kamine J (2000). „Tip60 inhibits activation of CREB protein by protein kinase A.”. Biochem. Biophys. Res. Commun. 269 (3): 758—66. PMID 10720489. doi:10.1006/bbrc.2000.2358.
- Husi H; Ward MA; Choudhary JS;  . (2000). „Proteomic analysis of NMDA receptor-adhesion protein signaling complexes.”. Nat. Neurosci. 3 (7): 661—9. PMID 10862698. doi:10.1038/76615.
- Ikura T; Ogryzko VV; Grigoriev M;  . (2000). „Involvement of the TIP60 histone acetylase complex in DNA repair and apoptosis.”. Cell. 102 (4): 463—73. PMID 10966108. doi:10.1016/S0092-8674(00)00051-9.
- Ran Q, Pereira-Smith OM (2001). „Identification of an alternatively spliced form of the Tat interactive protein (Tip60), Tip60(beta).”. Gene. 258 (1-2): 141—6. PMID 11111051. doi:10.1016/S0378-1119(00)00410-8.
- Lee HJ, Chun M, Kandror KV (2001). „Tip60 and HDAC7 interact with the endothelin receptor a and may be involved in downstream signaling.”. J. Biol. Chem. 276 (20): 16597—600. PMID 11262386. doi:10.1074/jbc.C000909200.
- Hlubek F; Löhberg C; Meiler J;  . (2001). „Tip60 is a cell-type-specific transcriptional regulator.”. J. Biochem. 129 (4): 635—41. PMID 11275565.
- Sheridan AM; Force T; Yoon HJ;  . (2001). „PLIP, a novel splice variant of Tip60, interacts with group IV cytosolic phospholipase A(2), induces apoptosis, and potentiates prostaglandin production.”. Mol. Cell. Biol. 21 (14): 4470—81. PMC 87107 . PMID 11416127. doi:10.1128/MCB.21.14.4470-4481.2001.
- Cao X, Südhof TC (2001). „A transcriptionally [correction of transcriptively] active complex of APP with Fe65 and histone acetyltransferase Tip60.”. Science. 293 (5527): 115—20. PMID 11441186. doi:10.1126/science.1058783.
- Legube G; Linares LK; Lemercier C;  . (2002). „Tip60 is targeted to proteasome-mediated degradation by Mdm2 and accumulates after UV irradiation.”. EMBO J. 21 (7): 1704—12. PMC 125958 . PMID 11927554. doi:10.1093/emboj/21.7.1704.